# 繁昌西站
繁昌西站是宁安客运专线的一座车站，位于中华人民共和国安徽省芜湖市繁昌区，隶属于上海铁路局。车站共2台4线，站房面积3000平方米，于2013年6月开工，2015年12月开通运营。

## 车站结构

### 站房
繁昌西站站房建筑面积2988.2m2，地上一层，局部两层，局部一层地下室。层高分别为：负一层为-8.2m，一层为4.0m，二层为4.0m，站房高度为10.2m。站房为框架结构，局部钢结构，有地下室部分的基础采用筏板基础，无地下室部分采用人工挖孔墩基础。繁昌西站的建筑设计以现代抽象水墨画的表达方式，展现出繁昌水墨物景的韵味。建筑色彩效仿徽派建筑的黑白灰三色，以碳色金属挑板与大面积白色外墙板结合，抽象出徽派建筑的显著特征：粉墙黛瓦，建筑中部装饰几何徽派雕花纹理的浮雕带，增添建筑的精致感，亦加强了建筑的徽派特色。

### 站台
繁昌西站共有2个站台，全部为侧式站台。站台雨棚覆盖面积7274.6m2，棚柱采用钢管混凝土柱，屋面采用压型钢板与现浇混凝土组合板，基础多采用人工挖孔桩基础。

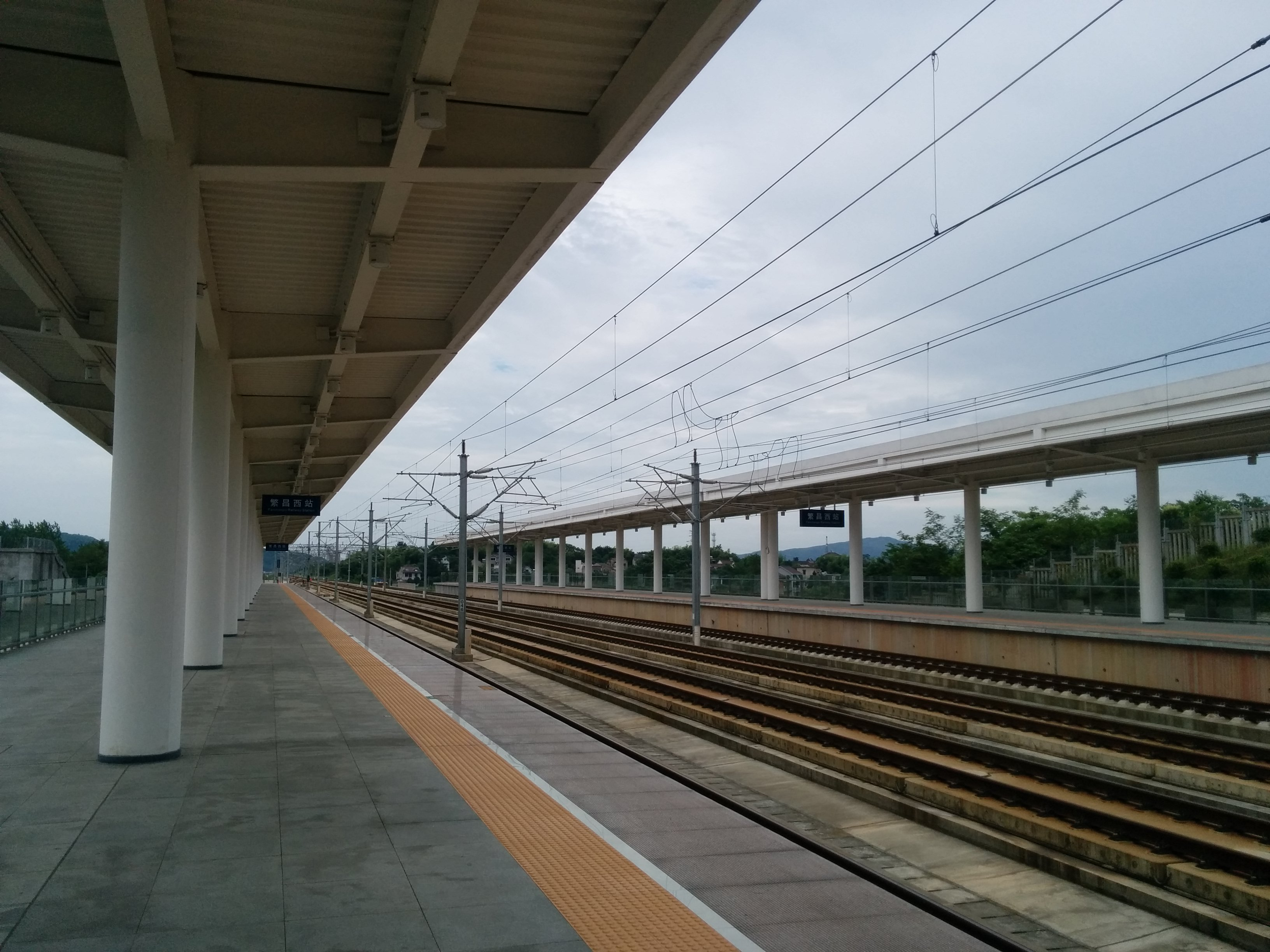
繁昌西站站台

| 侧式站台 |                                         |
| 2站台    | 宁安客运专线 往安庆站方向（铜陵站）     |
| 通过线   | 宁安客运专线 下行列车通过线             |
| 通过线   | 宁安客运专线 上行列车通过线             |
| 1站台    | 宁安客运专线 往南京南站方向（芜湖南站） |
| 侧式站台 |                                         |

## 旅客列车目的地
截至2016年11月，有10班旅客列车在本站停靠，目的地包括温州南、南京南、上海、安庆、上海虹桥。

## 接驳交通

### 公交
繁昌运通公交公司将公交1路、公交6路延伸至繁昌西站，建成高铁公交班线，方便旅客乘坐高铁出行。同时加大途经繁昌西站的公交2路班车密度，广大市民可以乘坐公交2路至皖江中学站牌下，也可到达繁昌西站。公交班车密度将根据高铁停靠班次变化进行实时调整，并及时对外公告。